# Soldiers in the Army of God
Soldiers in the Army of God ist ein US-amerikanischer Dokumentarfilm von Marc Levin und Daphne Pinkerson über die amerikanische christlich-fundamentalistische Terrororganisation Army of God.

## Inhalt
Der Film beginnt mit der Einblendung, dass es seit der Legalisierung der Abtreibung in den USA im Jahr 1973 über 2400 Gewaltakte gegen Kliniken bzw. Mitarbeiter der Kliniken gab. Dabei wurden sieben Menschen ermordet und 150 Kliniken in Brand gesteckt.
Anschließend folgen Interviews mit führenden Aktivisten in der christlich motivierten Anti-Abtreibungsbewegung in den USA. Die meisten stammen aus der weißen Unter- und Mittelschicht. Dabei haben die Interviewten unterschiedliche radikale Ansichten über die Gegnerschaft zur Praxis der Abtreibungen. Die radikalsten äußern öffentlich ihre Solidarität mit den Mördern, die in einer Gewaltwelle in den 1990er Jahren Ärzte ermordeten, die Schwangerschaftsabbrüche praktizierten. Als Beispiel werden die Ermordung Dr. John Brittons durch Paul Jennings Hill und die Ermordung Dr. Barnett Slepians durch James Charles Kopp aufgeführt, wobei Hill in der Todeszelle interviewt wird. Der radikale Teil der Anti-Abtreibungsbewegung sieht in Ärzten, die Schwangerschaftsabbrüche praktizierten, Mörder. Die Richter am United States Supreme Court müssten wegen Mordes angeklagt und exekutiert werden. Einige vergleichen sich selbst mit der Widerstandsorganisation Weiße Rose, die in Opposition zum Nazi-Regime stand. Die Abtreibungspraxis in den USA wird von ihnen mit dem Holocaust und die Gesetzgebung in den USA mit den Nürnberger Gesetzen verglichen. Einige Aktivisten wähnen die Mehrheit der amerikanischen Menschen hinter sich. Bob Lokey betreibt darüber hinaus die Website „Nuremberg files web“, eine Seite, die Adressen von Ärzten angibt, die in den Augen Lokeys Babykiller sind. Lokey glaubt auch, dass die USA am Rande eines Bürgerkriegs stehen würden.

## Auszeichnungen
- San Francisco International Film Festival 2001: Certificate of Merit für Marc Levin, Daphne Pinkerson und Daniel Voll.